# Wily Mo Peña
Francisco Almonte (nacido el 23 de enero de 1982 en Laguna Salada) es un jardinero dominicano que pertenece a los Fukuoka SoftBank Hawks en la Liga Japonesa. Peña jugó en las Grandes Ligas de 2002 a 2011. Con 6 pies, 5 pulgadas de altura y casi 300 libras, Peña es considerado como un bateador de poder conocido por sus kilométricos jonrones y su alto ratio de ponches.

## Carrera

### Cincinnati Reds
Originalmente firmado por los Mets de Nueva York como amateur en 1998, Peña firmó con los Yanquis de Nueva York un año después y fue cambiado a los Rojos de Cincinnati por tercera base Drew Henson y el jardinero Michael Coleman en 2001. Debutó con los Rojos en el año 2002, y dio un sencillo mientras se desempeñaba como bateador emergente en su primer turno al bate en las mayores. Peña demostró su habilidad como un bateador de poder, bateando un jonrón en su segundo partido de las Grandes Ligas contra el lanzador de los Cachorros de Chicago Steve Smyth.
De 2003 a 2005, Peña fue un cuarto jardinero con los Rojos, y vio un tiempo considerable de acción jugando en el jardín central cubriendo con frecuencia al lesionado Ken Griffey, Jr., y reforzando a Austin Kearns en el jardín derecho. En su carrera en Cincinnati, Peña bateó para .248 con 51 jonrones y 134 carreras impulsadas en 302 juegos.

### Boston Red Sox

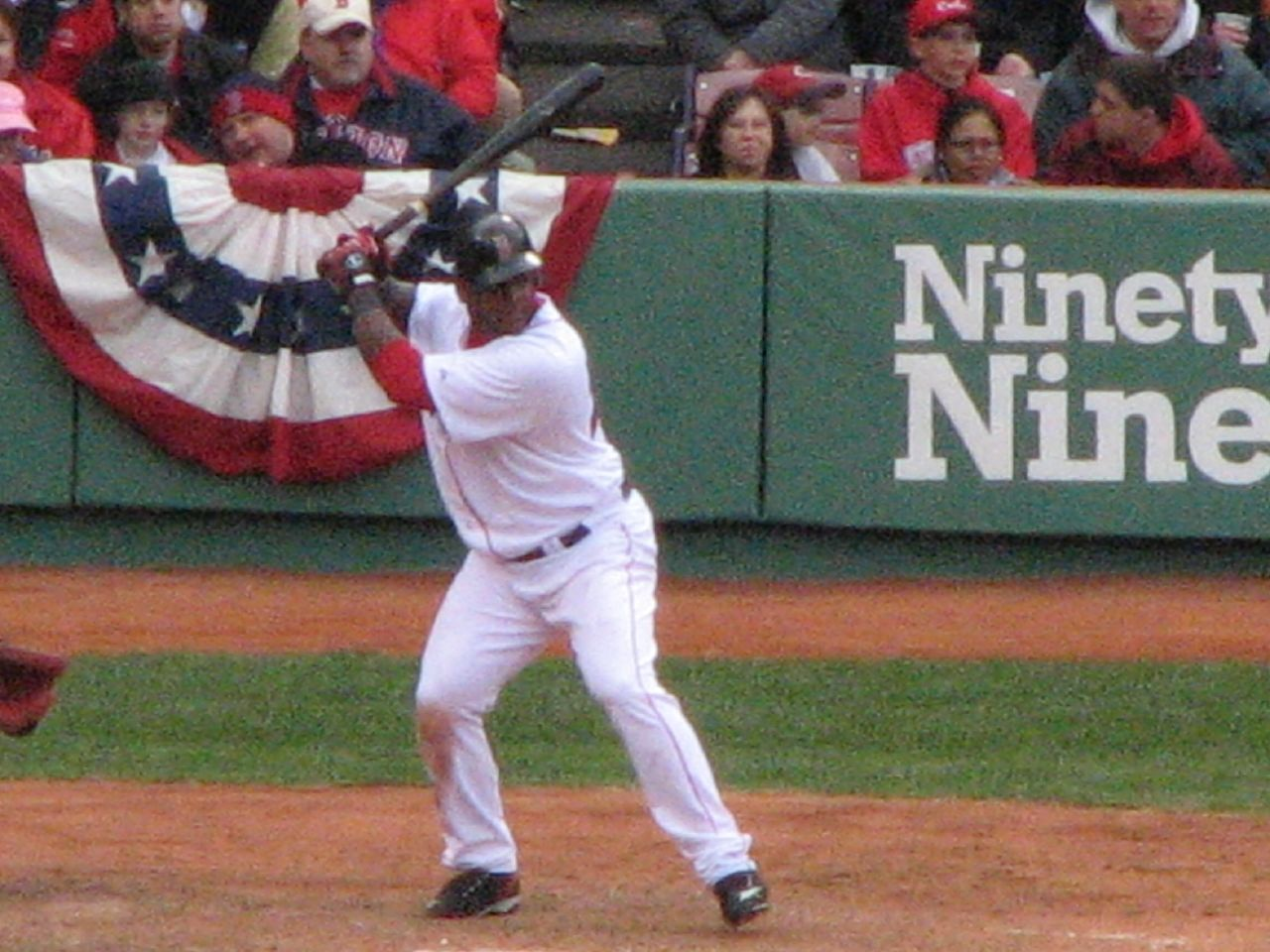
Peña durante su tiempo con los Medias Rojas.

Los Rojos canjearon a Peña con los Medias Rojas de Boston durante los entrenamientos de primavera en 2006 por el lanzador Bronson Arroyo. En el transcurso de la temporada, Peña sirvió otra vez como cuarto jardinero y la mitad del tiempo como pelotón en el jardín derecho. Bateó para un promedio de .301 estableciendo un récord personal con una mejor marca en porcentaje de embasarse de .349 en 299 apariciones en el plato. Después de una lesión de Coco Crisp, Peña fue colocado en el jardín central. El 27 de mayo, fue puesto en la lista de lesionados de 15 días después de una necesaria cirugía en un tendón de la muñeca izquierda. El 18 de julio, fue activado desde la lista de lesionados. Después que su compañero de pelotón Trot Nixon se lesionó el bíceps el 30 de julio, Peña jugó con más frecuencia en el jardín derecho. Bateó .301 con 11 jonrones en la temporada 2006. Después de la temporada, Peña jugó para la República Dominicana en el Clásico Mundial de Béisbol 2006.
La única acción que Peña vio en 2007 con los Medias Rojas fue reemplazando a Crisp y J. D. Drew en el jardín central y en el jardín derecho. Peña conectó un grand slam contra Chris Ray de los Orioles de Baltimore para ayudar a los Medias Rojas a una victoria de 5-2 el 26 de abril.

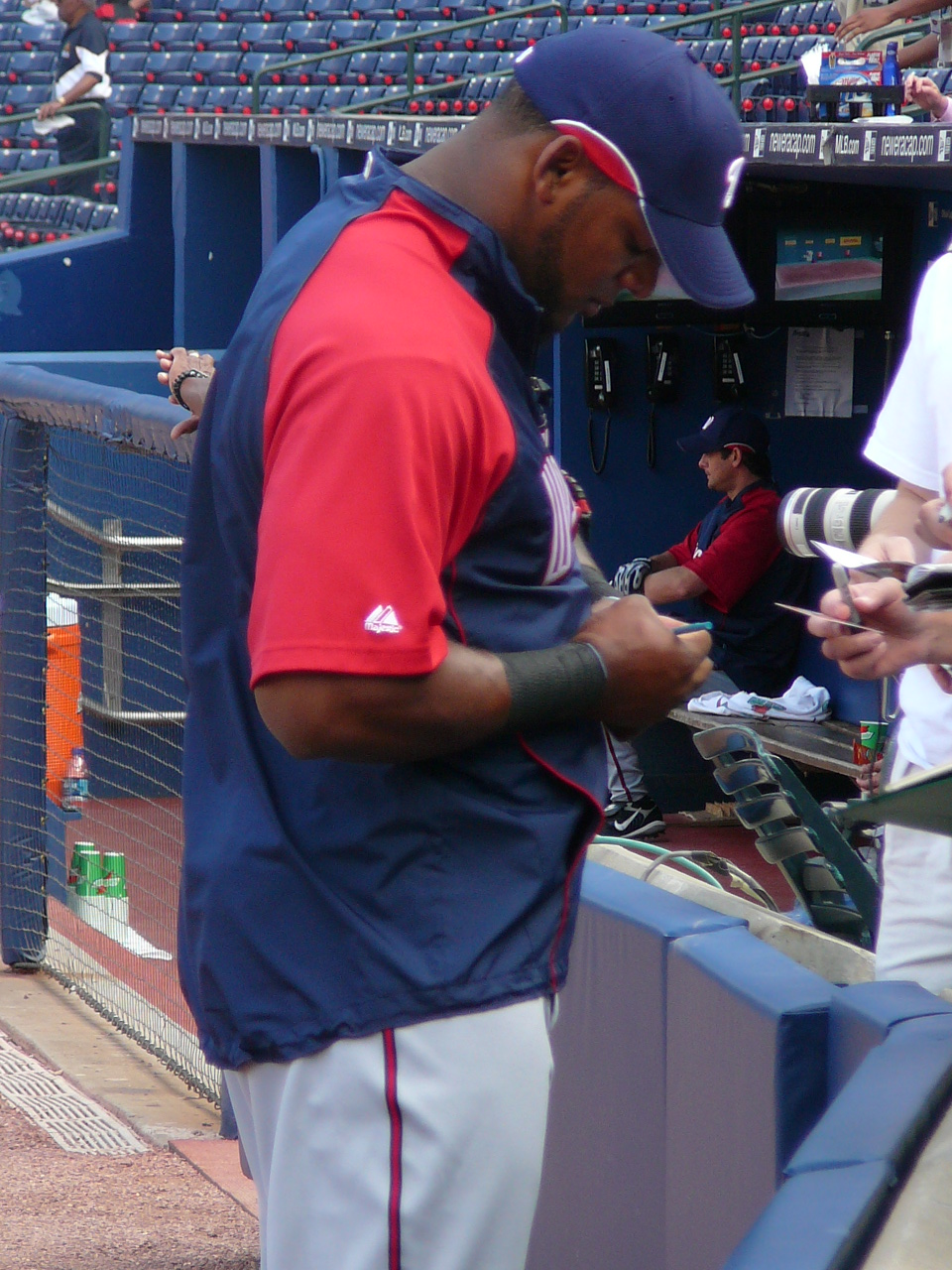
Peña firma autógrafos para los fanáticos en el Turner Field en Atlanta, como miembro de los Nacionales en 2008.

### Washington Nationals
El 17 de agosto, Peña fue cambiado a los Nacionales de Washington, mientras que los Medias Rojas recibieron al primera base Chris Carter y los Diamondbacks de Arizona recibían a Emiliano Fruto y consideraciones de dinero en efectivo. Peña bateó también por los Nacionales, y terminó 2007 con un acumulado de 289 turnos al bate, 13 jonrones y bateó para .259 con .319 en porcentaje de embasarse y .439 en porcentaje de slugging.
Su bono de $2.3 millones de dólares es ahora el tercer más grande nunca dado a un agente libre amateur. En diciembre de 2007, firmó un contrato por un año con los Nacionales por $2 millones de dólares con una opción mutua para el 2009 de $2 millones de dólares.
El 28 de marzo de 2009, Peña fue designado para asignación por los Nacionales y puesto en waivers. Peña no fue reclamado y se negó a una asignación a las ligas menores por lo que fue liberado sin condiciones.

### New York Mets
El 20 de abril de 2009, Peña firmó un contrato de ligas menores con los Mets de Nueva York y fue asignado al equipo de Triple-A, Buffalo Bisons. Fue liberado el 22 de junio de 2009.

### Bridgeport Bluefish
El 30 de mayo de 2010, Peña comenzó a jugar para los Bluefish de Bridgeport, un equipo independiente de la Liga del Atlántico.

### San Diego Padres
El 19 de julio de 2010, Peña firmó un contrato de ligas menores con los Padres de San Diego, fue asignado al equipo de Triple-A, Portland Beavers.

### Arizona Diamondbacks
Peña firmó un contrato de ligas menores con una invitación a los entrenamientos de primavera con los Diamondbacks de Arizona antes de la temporada 2011. A mediados de junio, estaba bateando .356 con 21 jonrones y 62 carreras impulsadas para el equipo de Triple-A, Reno Silver Sox. Fue llamado a filas el 21 de junio y conectó un jonrón esa noche en su primer partido en tres años.
En un partido contra los Tigres de Detroit el 24 de junio, Peña conectó un jonrón ventajoso que se estima alcanzó los 454 metros de altura cayendo en los asientos del jardín izquierdo en el Comerica Park para dar a los Diamondbacks una ventaja de 7-6 y la victoria final.
Cuatro días más tarde, en un partido en el Chase Field contra los Indios de Cleveland empató 4-4 en la parte baja de la novena entrada y Ryan Roberts en la tercera base, Wily Mo conectó un jonrón que cayó en los asientos del jardín izquierdo dando a los Diamondbacks una victoria 6-4.
El 15 de julio de 2011, Peña fue designado para asignación. Fue liberado el 24 de julio.

### Seattle Mariners
Peña firmó un contrato de ligas menores con los Marineros de Seattle el 27 de julio de 2011. Los Marineros compraron su contrato el 13 de agosto. Eligió la agencia libre el 30 de octubre.

### Fukuoka Softbank Hawks
El 29 de noviembre de 2011, Peña firmó un contrato con los Fukuoka SoftBank Hawks en la Liga Japonesa.

## Filantropía
En 2007, Wily Mo Peña y su MoPeace Foundation se asoció con la Iniciativa Latina de Diabetes, Joslin Diabetes Center para educar a los hombres, mujeres y niños latinos acerca de la diabetes tipo 2.